# Saint-Martin-d'Oney
Saint-Martin-d'Oney (en gascon Sent Martin d'Onei) là một xã, thuộc tỉnh Landes trong vùng Nouvelle-Aquitaine. Xã này có diện tích 34,4 kilômét vuông, dân số năm 2006 là 1087 người. Xã này nằm ở khu vực có độ cao trung bình 52 mét trên mực nước biển.